# Sobór Zaśnięcia Matki Bożej w Turowie

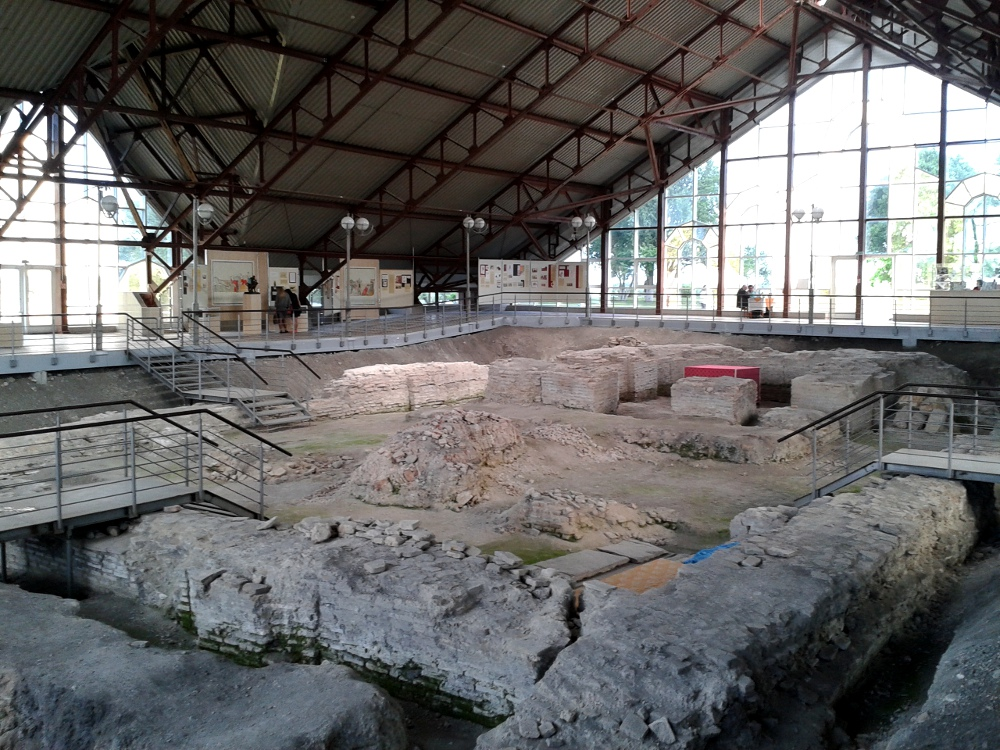
Zabezpieczone ruiny soboru

Sobór Zaśnięcia Matki Bożej – prawosławna cerkiew katedralna w Turowie, istniejąca od połowy XII w. do 1230, gdy została zniszczona wskutek trzęsienia ziemi.

## Historia
Budowa soboru w Turowie rozpoczęła się w połowie XII stulecia. Obiekt ten był ściśle połączony z zamkiem w Turowie i potocznie znany był także jako cerkiew zamkowa. Prace budowlane trwały do lat 70. XII w. W soborze odbywały się pochówki biskupów turowskich oraz książąt turowskich. Według Latopisu Ławrentijewskiego zniszczenie soboru nastąpiło 3 maja 1230 w czasie trzęsienia ziemi. Przyczyną zawalenia się budynku było usytuowanie go na piaszczystym podłożu. Do odbudowy świątyni nigdy nie doszło z powodu najazdów tatarskich na ziemię turowską, jak również walk między książętami. W Turowie nie powstał więcej obiekt sakralny dorównujący rozmiarami zniszczonej cerkwi.
W XX w. odnalezione zostały fragmenty ścian pozostałe po soborze, jednak dopiero w latach 1961–1963 przeprowadzono kompleksowe prace archeologiczne, które pozwoliły odsłonić jego fundamenty. W czasie dalszych prac w 1992 odkryta została gramota metropolity kijowskiego Cyryla II, w której zezwalał on na zbiórkę funduszy na odbudowę świątyni.
W latach 2010–2013 wzniesiono w Turowie sobór Świętych Cyryla i Laurentego Turowskich, będący upamiętnieniem soboru Zaśnięcia Matki Bożej.

## Architektura
Sobór Zaśnięcia Matki Bożej w Turowie był jedną z największych cerkwi w metropolii kijowskiej. Obiekt ten został wzniesiony na planie krzyża greckiego, w stylu staroruskim. Jego konstrukcja opierała się na sześciu potężnych filarach. Cerkiew wieńczyła jedna kopuła usytuowana w miejscu przecięcia ramion krzyża greckiego. Każda z trzech naw soboru kończyła się absydą. Z zewnątrz świątynię zdobiła sztukateria.
Cerkwie reprezentujące analogiczny typ budownictwa zostały w XII w. wzniesione w ośrodkach religijnych na ziemi kijowskiej, na Wołyniu, na Smoleńszczyźnie i na ziemi połockiej. Z obiektów tych najbliższy konstrukcyjnie cerkwi w Turowie jest sobór Zaśnięcia Matki Bożej we Włodzimierzu Wołyńskim.

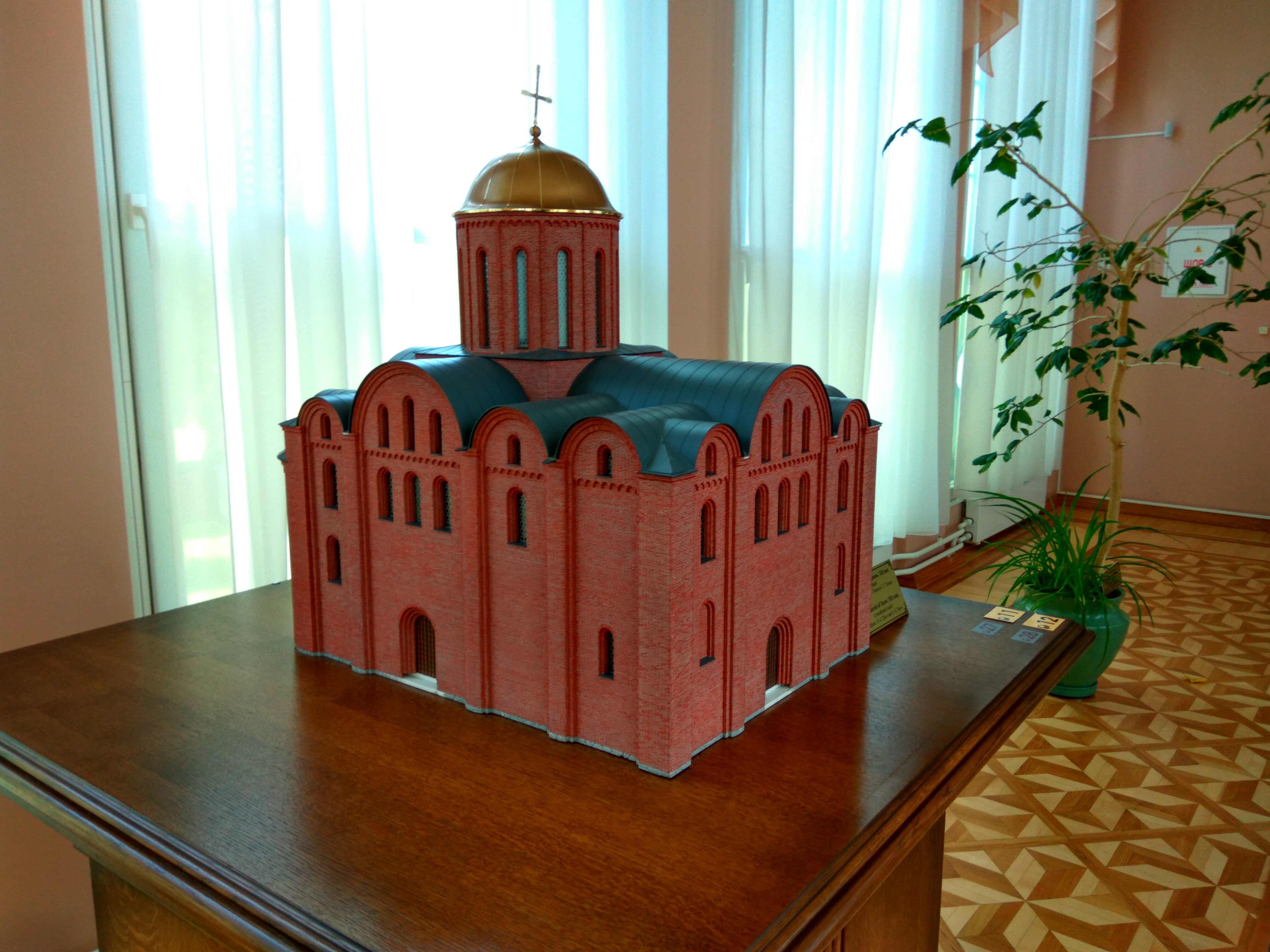
Model przedstawiający przypuszczalny wygląd cerkwi w Turowie
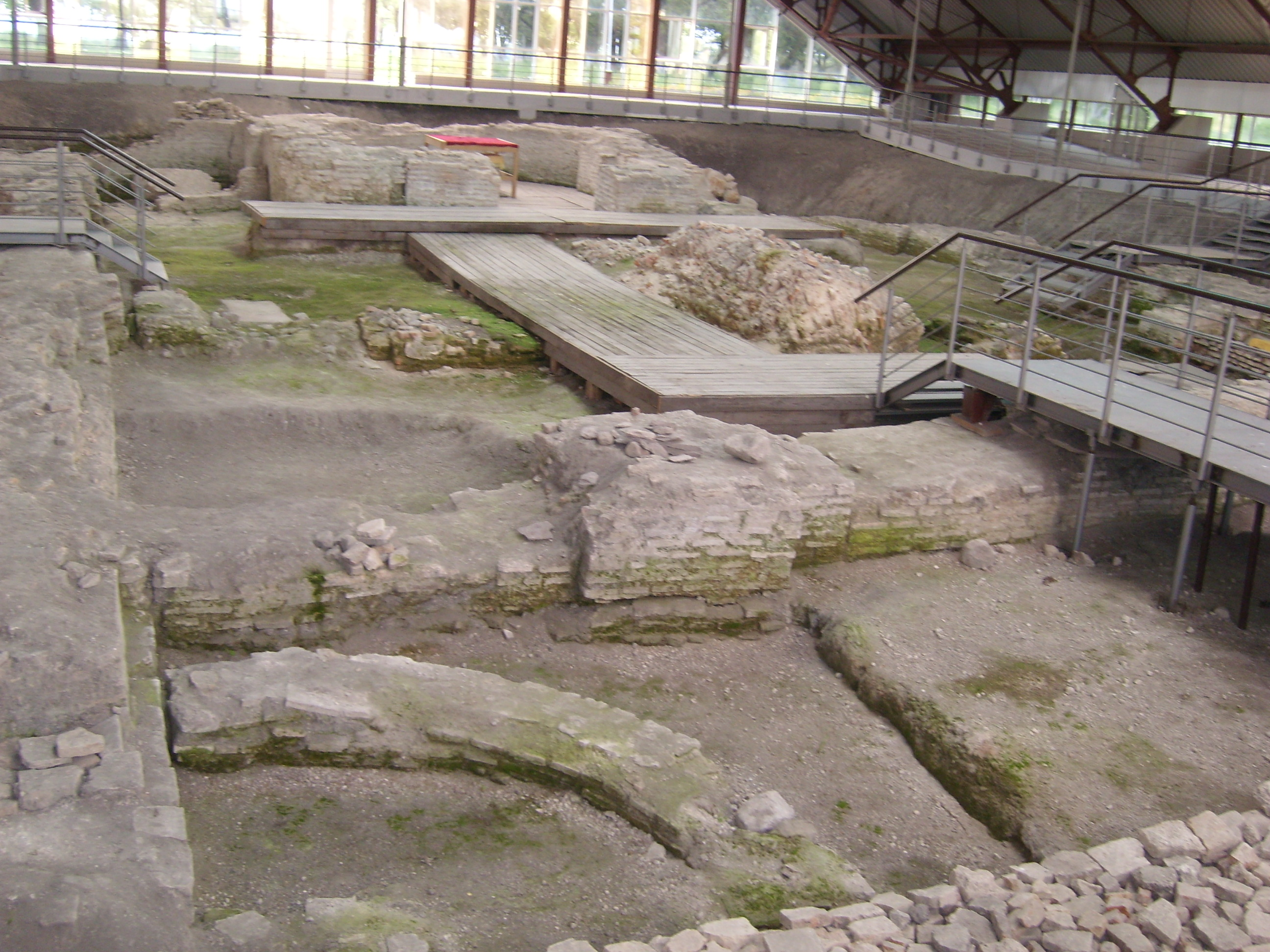
Fundamenty cerkwi